# 艾琳·莫里亞蒂
艾琳·伊蕾兒·莫里亞蒂（英語：Erin Elair Moriarty，1994年6月24日—）是一位美國女演員。她在電視劇《只此一生》以及《無間警探》中演出常設角色，並在《血玫瑰》、《潔西卡·瓊斯》飾演常規角色，並在數部電影中演出配角。截至2019年，莫里亞蒂在亞馬遜旗下Prime Video基於同名漫畫系列的原創影集《黑袍糾察隊》中演出女主角安妮·詹紐瑞／星光。

## 早年生活
她在紐約州紐約市出生並成長。莫里亞蒂在11歲開始演戲，在2005年時於社區劇場製作的音樂劇《安妮得到你的槍》中主演安妮。。在高中畢業後，她為了演戲而推遲進入大學。

## 職業生活
莫里亞蒂剛開始在《夏日之王》 、《巡邏驚很大》（飾演文斯·范恩 的女兒）、以及《血玫瑰》等影劇中飾演角色。她在《無間警探》的第一季中飾演常設角色奧黛莉·哈特，為伍迪·哈里遜飾演角色的問題女兒。她隨後出現在2016年梅爾·吉勃遜主演的電影《吾父吾血》 中。她在《吾父吾血》中飾演吉勃遜的女兒一角獲得包含《紐約時報》的瑪諾拉·達吉斯、《TheWrap》的艾隆索·杜拉德以及《綜藝》的歐文·葛列伯曼等影評人讚美，但The A.V. Club的伊格納帝·文西涅夫茲基認為她的表演不令人信服。。《紐約每日新聞》的艾倫·沙爾金則認為她的表現被吉勃遜以及威廉·梅西所獲得的喜愛所掩蓋。2014年9月，艾琳·莫里亞蒂被《IndieWire》認為是21世紀中其中一名最好的20歲以下女演員。在《神奇大隊長》中，她飾演喬治·麥凱演出角色的戀愛對象。在《潔西卡·瓊斯》第一季中，莫里亞蒂飾演一名生活困難的大學生。
2016年6月，莫里亞蒂在LD娛樂出品的電影《奇蹟的賽季》與達妮卡·亞羅許及海倫·杭特一同演出。
2017年12月，她在亞馬遜工作室出品，由蓋斯·恩尼斯與德瑞克·羅伯森原著的同名漫畫改編影集《黑袍糾察隊》出演女主角安妮·詹紐瑞／星光。該影集在2019年7月上架，並已續訂第二季。2019年，莫里亞蒂在電影《失控》中主演，該電影描述扳倒汽車業大人物約翰·德羅寧的臥底行動。

## 個人生活
莫里亞蒂聲稱自己因在《黑袍糾察隊》中的角色而成為厭女網路攻擊的目標。。2024年1月17日，記者兼媒體名人梅根·凱利在節目上播出關於「整形手術的社會疾病」的環節，期間她推測莫里亞蒂做過整形手術來提高自己的臉部。 2024年1月26日，莫里亞蒂否認了這一點，譴責凱莉的言論是厭女的騷擾，並表示她外貌的改變來自於自然衰老、減肥和化妝。由於凱利的言論，她宣布自己將暫時遠離Instagram2024年2月3日，莫里亞蒂重返Instagram並感謝粉絲的支持。
2025年5月，莫里亞蒂確診葛瑞夫茲氏病。

## 演出作品

### 電影
| 年份    | 標題               | 角色              | 備註 |
| ------- | ------------------ | ----------------- | --- |
| 2012年  | 巡邏驚很大         | 雀兒喜·麥卡利斯特 | |
| 2013年  | 夏日之王           | 凱莉              | |
| 2014年  | 末日哲學家         | 薇薇安            | |
| 2016年  | 吾父吾血           | 莉迪亞·林克       | |
| 2016年  | 神奇大隊長         | 克萊兒·麥克庫恩   | 提名—Screen Actors Guild Award for Outstanding Performance by a Cast in a Motion Picture 提名—Seattle Film Critics Society Award for Best Ensemble Cast |
| 2016年  | Within             | 漢娜·亞歷山大         | |
| 2017年  | 金剛：骷髏島       | 酒吧客人#3        | 客串 |
| 2018年  | 奇蹟的賽季         | 凱莉·富萊勒       | |
| 2018年  | 跟著IKEA衣櫥去旅行 | 瑪麗·里維耶爾     | |
| 2018年  | 失控               | 凱蒂·康納斯       | |
| 2018 年 | 怪物派對           | 艾莉西絲·道森     | |

### 電視劇
| 年份        | 標題             | 角色              | 備註                                         |
| ----------- | ---------------- | ----------------- | -------------------------------------------- |
| 2010年      | 只此一生         | 惠特妮·班奈特     | 演出6集                                      |
| 2011年      | 法網遊龍：特案組 | 茱兒              | 演出集數：《飛行》                           |
| 2013年      | 血玫瑰           | 娜塔莉·瓦瑞文     | 主要角色，演出8集                            |
| 2014年      | 無間警探         | 奧黛莉·哈特       | 演出3集                                      |
| 2015年      | 潔西卡·瓊斯      | 霍普·修特曼       | 主要角色，演出7集                            |
| 2019年–至今 | 黑袍糾察隊       | 安妮·詹紐瑞／星光 | 主要角色 提名—土星獎串流電視影集最佳女主角獎 |

## 外部連結
- 艾琳·莫里亞蒂在互联网电影资料库（IMDb）上的資料（英文）
- 艾琳·莫里亞蒂 （页面存档备份，存于）在TV.com